# Тикал, Олдржих
Олдржих Тикал (чеш. Oldřich Tikal; 28 ноября 1938[…], Прага — 24 января 1974) — чехословацкий гребец, выступавший за сборную Чехословакии по академической гребле в начале 1960-х годов. Обладатель бронзовой медали чемпионата Европы, победитель и призёр первенств национального значения, участник летних Олимпийских игр в Риме.

## Биография
Олдржих Тикал родился 28 ноября 1938 года в Праге.
Наиболее значимое выступление в своей спортивной карьере совершил в сезоне 1960 года, когда вошёл в состав чехословацкой национальной сборной и благодаря череде удачных стартов удостоился права защищать честь страны на летних Олимпийских играх в Риме. В составе экипажа-четвёрки, куда также вошли гребцы Павел Гофман, Рихард Новый, Петр Пулкрабек и рулевой Мирослав Коничек, с первого места преодолел предварительный квалификационный этап, но на стадии полуфиналов пришёл к финишу последним шестым и в решающий финальный заезд не отобрался.
После римской Олимпиады Тикал ещё в течение некоторого времени оставался действующим спортсменом и продолжал принимать участие в крупнейших международных регатах. Так, в 1963 году он побывал на чемпионате Европы в Копенгагене, откуда привёз награду бронзового достоинства, выигранную в восьмёрках — пропустил вперёд только команды из Западной Германии и Советского Союза.